# Callitrichia paludicola
Callitrichia paludicola là một loài nhện trong họ Linyphiidae.
Loài này thuộc chi Callitrichia. Callitrichia paludicola được Herman Theodor Holm miêu tả năm 1962.